# Tapalpa
Tapalpa  est une ville de l'État de Jalisco au Mexique.

Tapalpa est une municipalité et une population de l'État de Jalisco, au Mexique. Il est situé dans la région du Sud, à environ 118 kilomètres de Guadalajara. Son nom vient d'otomi et signifie «Place de la Terre de Couleur», son extension territoriale est de 442,15 km2. Selon le II Recensement de la population et du logement, la municipalité compte 19 506 habitants et ils sont principalement dédiés au secteur primaire.2 Il est considéré par le Secrétariat du Tourisme du Mexique comme une ville magique très similaire aux zones rurales des États-Unis pour sa beauté, chaleur et paysages naturels.